# アメリカ爆撃機計画
アメリカ爆撃機計画（アメリカばくげきけいかく、ドイツ語: Amerikabomber-Projekt）は、ナチス・ドイツによるアメリカ合衆国を爆撃するための爆撃機開発計画である。

## 背景

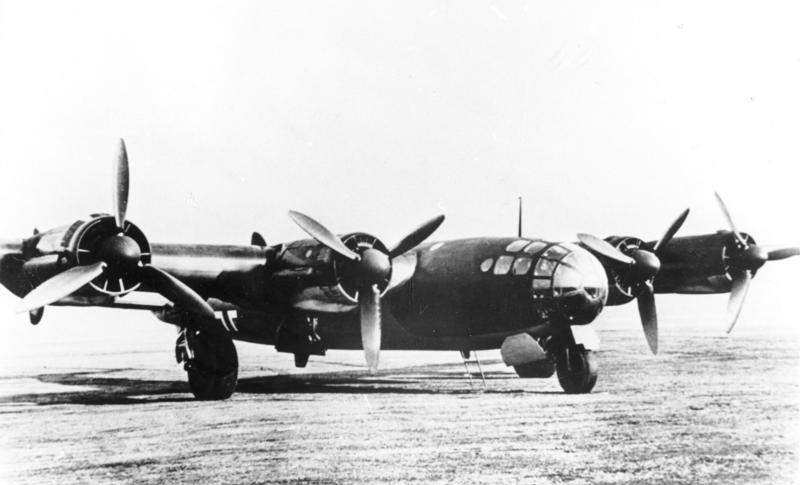
Me264Jumo 211Jエンジン搭載時

アメリカ爆撃機計画はドイツからアメリカ合衆国本土を爆撃可能な長距離爆撃機の開発を目的としており、当計画で想定される飛行距離は片道で約5,800kmにも及んだ。アメリカを爆撃可能な爆撃機については1938年7月8日のヘルマン・ゲーリングのスピーチで初めて公で触れられている。スピーチでゲーリングは「私は4.5トンの爆弾搭載量を持ってニューヨークへ往復飛行可能な爆撃機を所有していない。海を渡ってこの横柄なやつら（アメリカ）を黙らせることが出来る爆撃機を持つことが出来れば、これ以上嬉しい事はない。」と発言している。
1940年11月と1941年5月に行われたアドルフ・ヒトラーを含めた討論の結果、この計画の開始が決定された。その時ヒトラーは「アメリカに対しての長距離爆撃機をアゾレス諸島に配備させる必要がある」と述べている。当時、ポルトガルの独裁者であったアントニオ・サラザールは、ドイツのUボートと軍艦がアゾレス諸島で燃料を補給することを認めていたこともあり、ポルトガルのアゾレス諸島はドイツにとってアメリカ本土を爆撃する航空機の陸上基地として唯一使用可能な場所であった（1943年以降アゾレスの基地は連合国の航空機の基地として使用されている）。
1940年9月、アメリカ合衆国とイギリスとの間で「駆逐艦と基地の交換協定」（Destroyers for Bases Agreement）が可決されたと同時に、「アメリカ爆撃機」の設計要請が第二次世界大戦初期の主なドイツの航空機製造会社(メッサーシュミット、ユンカース、ハインケル、フォッケウルフ及びホルテン兄弟)に下された。

## 計画内容
アメリカ爆撃機計画は、ドイツ空軍が戦前に計画した最初の戦略爆撃計画（ウラル爆撃機計画）が破棄されたほぼ6年後、1942年4月27日に終了した。33ページに及ぶ計画書がドイツの歴史家オラフ・グレーラーによってポツダムで発見されている。
計画書は10冊複製され、6冊はそれぞれ異なったドイツ空軍の事務所へ、残りの4冊は予備として保管された。計画ではアメリカに到達するための通過飛行場としアゾレス諸島を使用することが明確に言及されていた。もし、アゾレス諸島を通過飛行場として使用していた場合はユンカース Ju 290とメッサーシュミット Me 264は5～6.5トンの爆弾搭載量を持ってアメリカに到達することが可能であったと考えられる。ナチス・ドイツではアメリカ爆撃機計画では単にアメリカ領に対する攻撃だけでなく、下記の副次的な効果も見込んでいた。
アメリカ本土に対して空襲の可能性があることで、アメリカは自国の対空防御（対空砲と戦闘機）に大きく労力を振り分ける必要が出てくる。その結果、アメリカからイギリスへの支援活動が手薄になり、ドイツ空軍はより少ない抵抗でイギリスを攻撃することが可能となる、と見ていた。
計画では、攻撃目標として21の軍事的重要性が高い施設のリストが含まれていた。これらのうち19目標はアメリカ領内に存在し、残りの2つはカナダのバンクーバーとグリーンランドの南端に位置していた。これらの目標は全て航空機の部品を生産している会社であり、本計画におけるナチス・ドイツの最終目標はアメリカの航空産業の破壊にあった。アメリカ領内の攻撃目標である19の企業と所在地を以下に記す。
- アルコア (Aluminum Corp. of America) テネシー州 アルコア
- アルコア (Aluminum Corp. of America) ニューヨーク州 マセナ
- アルコア (Aluminum Corp. of America) ノースカロライナ州 バジン
- ライト・エアロノーティカル（英語版） ニュージャージー州 パターソン
- プラット・アンド・ホイットニー (Pratt & Whitney Aircraft) コネチカット州 イーストハートフォード
- ゼネラル・モーターズ.アリソン部門 (Allison Division of G.M.) インディアナ州 インディアナポリス
- ライト・エアロノーティカル（英語版） オハイオ州 シンシナティ
- ハミルトン・スタンダード (Hamilton Standard Corp.) コネチカット州 イーストハートフォード
- ハミルトン・スタンダード (Hamilton Standard Corp.) コネチカット州 パーカタック
- カーチス・ライト (Curtiss Wright Corp.) ペンシルベニア州 ビーバー
- カーチス・ライト (Curtiss Wright Corp.) ニュージャージー州 コールドウェル
- スペリー・ジャイロスコープ (Sperry Gyroscope) ニューヨーク州 ブルックリン
- 氷晶石精製所 (Cryolite Refinery) ペンシルベニア州 ピッツバーグ
- アメリカン・カー・アンド・ファウンドリー（英語版） ペンシルベニア州 ベリック
- コルト (Colt Manufacturing) *コネチカット州 ハートフォード
- クライスラー (Chrysler Corp.) ミシガン州 デトロイト
- アリスシャルマーズ（英語版） インディアナ州 ラポルト
- コーニング (Corning Glass Works) ニューヨーク州 コーニング
- ボシュロム (Bausch & Lomb) ニューヨーク州 ロチェスター

## 計画の成果物

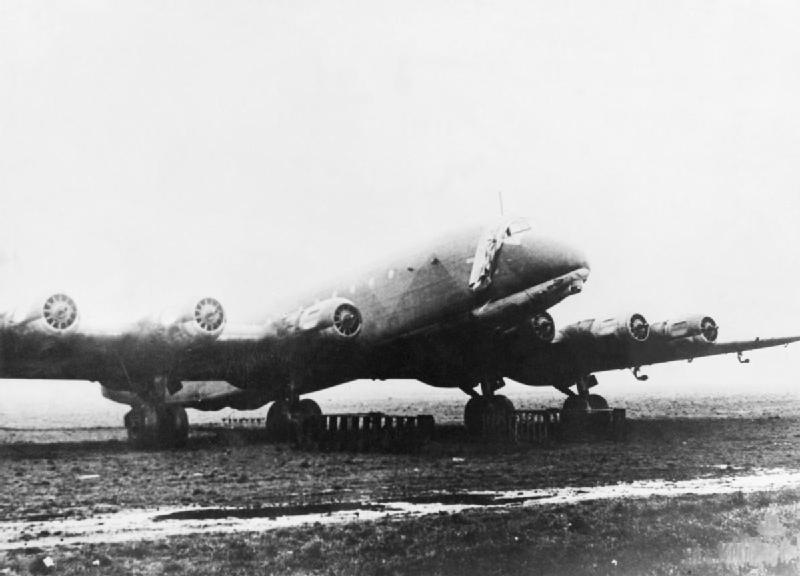
プロペラを取り外されて飛行場に遺棄されたJu 390

### 爆撃機
アメリカ爆撃機計画に基づいて多くの爆撃機が設計・提案されたが、実現可能と思われる設計案は従来の航空機設計の法則に基づいたものがほとんどであり、当時の連合軍の重爆撃機と構成・能力ともに非常に似通ったものだった。
設計案としてはメッサーシュミット Me 264、フォッケウルフ Fw 300 (既存のFw 200がベース)、フォッケウルフ Ta 400、ユンカース Ju 390 (既存のJu 290がベース)、ハインケル He 277（既存のHe 177がベース）等が挙げられる
Me 264は試作機まで生産されたが、量産対象に選定されたのはJu 390であった。計画が放棄されるまでに3機のJu 390の試作機が生産されている。1944年前半にJu 390の試作2号機が大西洋横断飛行を行いアメリカの沿岸から20km以内の範囲まで飛行したとされているが、それを否定する人もおり、真実は明らかではない（Ju 390 (航空機)#ニューヨークへの飛行 参照）。

### 肩車計画（Huckepack Projekt）
既存の爆撃機を使用する一つの案として、ミステルのようにハインケル He 177でドルニエ Do 217を運搬する案があった。He 177にローリン-ラムジェットエンジンを追加して大西洋を越え、Do 217を切り離すのである。
その際、Do 217は片道飛行の使い捨てとなる。Do 217はアメリカ東海岸で放棄され、乗組員は近海で待機していたUボートによって回収される予定だった。しかし、この案は極端に飛躍した案であり、戦況の悪化による燃料の不足、連合軍の侵攻によるボルドーの基地の喪失によってテストが出来なくなってしまった。
この案はアメリカに一番近い爆撃機が発進可能な基地がボルドーからイストルへ移ってしまった為に飛行距離が伸びすぎ、破棄された。

### 原子爆弾搭載爆撃機
歴史家デイヴィッド・アーヴィングは、ニューヨークを爆撃する方法が1942年5月～6月の間にドイツ空軍会議で幾度か議論されたと述べている。多くの出席者の注目を集め、指示された案の一つが前述の肩車計画であった。しかし、空軍元帥のエアハルト・ミルヒはこの計画では少量の爆弾しか運用できず、計画規模に対して相手に与える打撃が小さすぎるとして反対していた。
1942年6月4日に、エアハルト・ミルヒとアルベルト・シュペーアはヴェルナー・ハイゼンベルクによるハルナック・ハウゼでの原子分裂の講義に出席した際、シュペーアは「この研究により原子爆弾が設計できるようになるのか」とハイゼンベルクに尋ねている。このときハイゼンベルクは「2年間はかかるが可能である」と答えている。「都市を破壊するにはどの程度の大きさが必要なのか」という質問に対しては、「フットボールのサイズくらいである」と返答している。
ハイゼンベルクはこの研究を継続するために必要な資金・希少材料の提供、そして軍に拘束されている研究者の解放を求めた。原子爆弾を運搬する手段として、肩車計画がドイツ空軍とドイツ海軍の合同会議で再び日の目を見た。しかし、計画は数週後の1942年8月21日に放棄された。ドイツ海軍が航空機乗組員を回収する為のUボートを、アメリカ沖に配置することができなかったためである。結局、この計画はドイツ海軍がドイツ空軍に対して協力しなかったために頓挫した。

### 全翼機
他にもジェットエンジンやロケットエンジンを動力とする全翼機という非常に珍しい提案も存在した。ホルテン兄弟は既存のホルテン Xの設計の経験を元に6発のターボジェットエンジンを動力としたホルテン Ho XVIIIを設計した。アラド社も6発のジェットエンジンを動力とした全翼機、アラド E.555の設計を提案した。しかし、これらの案は全て計画止まりで終わった。

### ロケット兵器
オイゲン・ゼンガーは翼を備えたロケットを多数設計している。今日、最も良く知られているのはオイゲン・ゼンガーが第二次世界大戦前に設計したズィルバーフォーゲル（Silbervogel）と呼ばれる宇宙爆撃機である。また、A4bロケット（V2ロケットの有翼型）が、1944年の後半から1945年の前半までの期間、繰り返しテストが行われていた。また、A9/A10ロケット、通称アメーリカ・ラケーテ（Amerikarakete）は大陸間弾道ミサイルとして計画されていたが計画止まりに終わった。

## 実現可能性

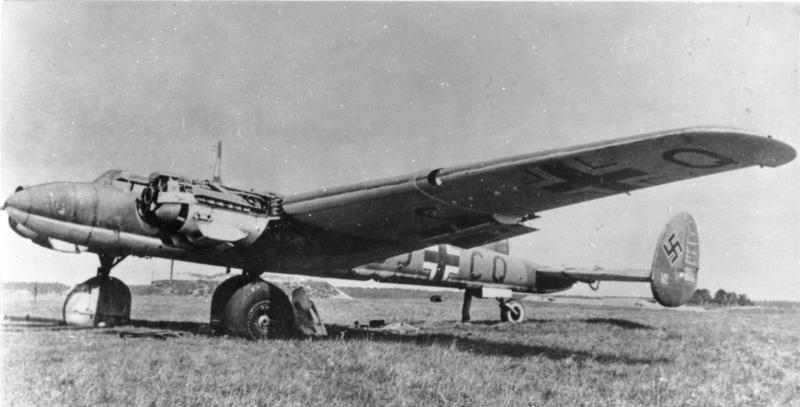
メッサーシュミット Me 261

全翼機やロケット兵器等のプロジェクトは非常に高額で、当時の技術では非現実的であったために放棄されたと考えられている。しかし、イギリス航空省は戦後、定期旅客機用としてHo XVIIIの発展型を研究していた。また、ズィルバーフォーゲルの基礎理論は、戦後の宇宙時代における揚力物体デザインに発展性を与えたと証明されている。
航続距離だけに関して言えば、当時のドイツには最大航続距離11,025 kmのメッサーシュミット Me 261 アドルフィーネが存在している。パリ - ニューヨークの往復に要する飛行距離は11,680 kmであることから、当時の技術でも大西洋を横断してアメリカを爆撃することは技術的に十分に可能であった。
アメリカ爆撃機計画で設計された爆撃機を、有効な兵器として使用するには多くの技術的難関に挑む必要があった。もし、ヒトラーがこの計画により多くの時間と費用を費やしていたなら、これらの兵器は実現する可能性は十分にあった。しかし、これらの兵器は規模や費用対効果の面で十分な効果を上げられるか明確ではなく、ドイツが原子爆弾（原子爆弾を開発するにはさらに多大な資源と時間が必要ではあるが）を完成させ、実戦で使用できる段階まで完成させていなければ、アメリカに有効なダメージを与える兵器とはなり得なかったと思われる。原子爆弾とこのアメリカ爆撃機群が運用された場合、戦争の結末は大きく左右されることになったと推測される。

## なぜ計画は失敗したか
ナチス・ドイツには高度な兵器の開発や製作を統括する官庁が存在しなかった。そのためドイツの科学者や研究者は、ただでさえ戦争のために不足している資源を奪い合う羽目となった。さらにヒトラーは刺激的で革新的な彼の「ミラクルウェポン」や、その開発プロジェクトに多額の資金や資源、時間を費やしていた。
その結果、アメリカ爆撃機計画には十分な資金が行き渡らず、計画そのものが遅延して陳腐化し、枢軸国劣勢のため、計画実現のために必要だった条件も破綻した。また、連合国の爆撃は戦争末期には非常に激しくなっており、ドイツのサプライチェーンは分断され十分な資源の供給は困難になっていた。
大西洋を横断してアメリカ本土を攻撃する「アメリカ爆撃機計画」は、当時の技術力でも決して実現不可能な計画ではなかったが、ナチス・ドイツの大局的で戦略的な視点の欠如、また航空機の製造能力の不足によって失敗に終わった。